# HFC EDO
De HFC EDO (Haarlemsche Football Club Eendracht Doet Overwinnen) is een op 1 maart 1897 opgerichte amateurvoetbalvereniging uit Haarlem, Noord-Holland, Nederland.
Tussen 1954 en 1971 kwam EDO uit in het betaald voetbal, waarin het voornamelijk in de Tweede divisie speelde. In 1971 keerde de ploeg vrijwillig terug naar het amateurvoetbal.

## Historie

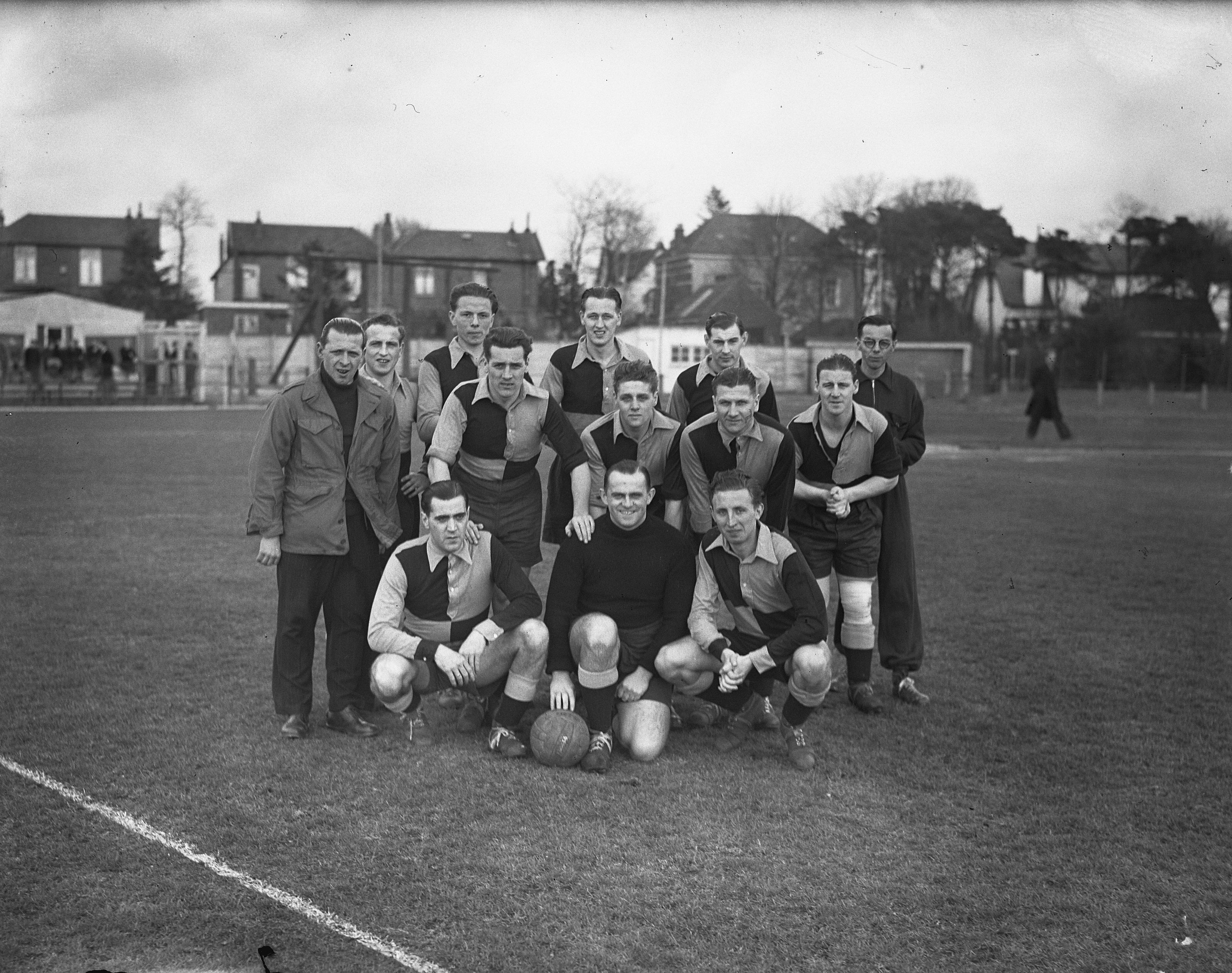
HFC EDO elftal in 1950

HFC EDO werd op 1 maart 1897 opgericht. De leden van de vereniging trokken naar de Haarlemmerhout om te voetballen. Vanaf 1902 werd deelgenomen aan de competitie georganiseerd door de Haarlemse Voetbalbond, waar het uitkwam in de Eerste klasse. In 1904 werd de ploeg kampioen en dwong het promotie naar de Derde klasse van de Nederlandse Voetbalbond af. In deze klasse werd EDO meteen weer kampioen, waardoor het naar de Tweede klasse promoveerde. EDO speelde in deze periode op de Koekamp. Voorzitter was Jan Hommels. In 1918 verhuisde de vereniging naar Heemstede, om in 1921 terug te keren naar Haarlem.
In het seizoen 1923/1924 werd EDO kampioen van de Tweede klasse en kwam het vervolgens in de Eerste klasse te spelen. Tot 1934 speelde de vereniging op een terrein aan de Kleverlaan, daarna verhuisde het naar het Noordersportpark. Bij deze verhuizing werden de 500 plaatsen tellende overdekte zittribune en twee open zittribunes meegenomen. De nieuwe locatie bevond zich op enkele honderden meters van het Haarlemstadion.
Het nieuwe stadion, dat plaats bood aan ongeveer 10.000 toeschouwers, stroomde regelmatig vol. In 1948 werd het eerste elftal afdelingskampioen in de Eerste klasse West II en plaatste zich daarmee voor de kampioenscompetitie om de landstitel. In de kampioenscompetitie werd EDO vierde. In 1954 besloot de vereniging toe te treden tot het zojuist ingevoerde betaald voetbal in Nederland. EDO kwam de eerste jaren nog uit op het hoogste niveau, respectievelijk de Eerste klasse B in seizoen 1954/55 en de Hoofdklasse B in het seizoen 1955/56. Vanaf 1956 speelde het team in de Eerste divisie en in 1958 degradeerde het naar de Tweede divisie. EDO werd in 1960 kampioen, maar kon slechts één jaar genieten van het verblijf in de Eerste divisie. In 1961 volgde opnieuw degradatie, waarna EDO tot 1971 in de Tweede divisie verkeerde. In 1963 stuntte EDO in de KNVB Beker, door eredivisionist Heracles uit te schakelen.
EDO speelde enige seizoenen op hetzelfde niveau als buurman Haarlem. De onderlinge strijd leefde vooral bij de arbeidersclub EDO sterk. Haarlem, dat meer de club van de middenklasse en kleine zelfstandigen was, wist zich echter in de loop van de jaren zestig op te werken naar de Eredivisie, terwijl EDO meestal onder in de Tweede Divisie eindigde. Het bezoekersaantal liep sterk terug en was met een gemiddelde van 497 toeschouwers in seizoen 1969/70 het laagste van alle profclubs. Een mogelijke fusie tussen de drie lokale ploegen RCH, Haarlem en EDO was een paar jaar eerder stukgelopen op onderlinge rivaliteit en grote weerstand bij met name EDO.
In 1971 dreigde de vereniging het slachtoffer te worden van een grote sanering die de KNVB in het betaald voetbal wilde doorvoeren. De vereniging besloot dit niet af te wachten en vroeg terugzetting naar de amateurs aan.
In het seizoen 2014/15 maakte Jeffrey Klein 46 doelpunten voor HFC EDO, hetgeen de spits een eerste plaats opleverde als Topscorer van de Provincie Noord-Holland.
Vanaf seizoen 2018/2019 is EDO overgestapt naar het zaterdagvoetbal.

## Standaardelftallen

### Zaterdag
Het standaardelftal speelt vanaf het seizoen 2015/16 in de Tweede klasse van het KNVB-district West-I.

#### Erelijst
kampioen Derde klasse: 2002, 2013, 2015
kampioen Vierde klasse: 2010

#### Competitieresultaten 1997–2018
| 12 3B |

|  |

|  |

| 5 4C |

| 2 4B |

| 1 3C |

| 5 2A |

| 10 2A |

| 9 2A |

| 9 2A |

| 7 2A |

| 12 2A |

| 10 3B |

| 1 4D |

| 7 3B |

| 6 3B |

| 1 3B |

| 11 2A |

| 1 3B |

| 5 2A |

| 8 2A |

| 7 2A |

| - 2A |

| Tweede klasse | Derde klasse | Vierde klasse |

### Zondag
Het standaardelftal speelde laatstelijk in het seizoen 2017/18, waar het vanaf het seizoen 2016/17 weer uitkwam in de Eerste klasse na degradatie uit de Hoofdklasse (zondag HC.

#### Erelijst
kampioen Eerste klasse: 1948, 2012
kampioen Tweede klasse: 1924, 1932, 1939, 1941, 1973, 2006
kampioen Derde klasse: 1907
kampioen Noodcompetitie: 1915
Winnaar Districtsbeker West-I: 1977

#### Competitieresultaten 1907–2018
| 1 3C |

| 4 2A |

| 6 2A |

| 9 2A |

| 9 2B |

| 7 2A |

| 4 2A |

| 8 2C |

| 1 |

| 4 2B |

| 4 2A |

| 7 2A |

| 6 2B |

| 6 2B |

| 2 2A |

| 6 2A |

| 3 2A |

| 1 2A |

| 5 |

| 3 |

| 2 |

| 3 |

| 7 |

| 5 |

| 10 |

| 1 2B |

| 3 2A |

| 4 2B |

| 4 2B |

| 2 2A |

| 2 2B |

| 4 2B |

| 1 2A |

| 2 |

| 1 2B |

| 9 |

| 3 |

| 9 |

|  |

| 8 |

| 3 |

| 1 |

| 3 |

| 5 |

| 2 1C |

| 3 1A |

| 4 1A |

| 10 1B |

| 8 B |

| 16 B |

| 13 B |

| 16 A |

| 10 A |

| 1 A |

| 17 A |

| 5 |

| 15 B |

| 16 A |

| 13 A |

| 15 B |

| 20 |

| 8 |

| 13 |

| 17 |

| 16 |

| 2 2A |

| 1 2A |

| 4 1A |

| 2 A |

| 5 A |

| 4 A |

| 2 A |

| 2 A |

| 5 A |

| 6 A |

| 11 A |

| 7 A |

| 6 A |

| 2 A |

| 7 A |

| 2 A |

| 12 A |

| 5 A |

| 13 A |

| 6 1A |

| 2 A |

| 10 A |

| 13 A |

| 6 1A |

| 6 1A |

| 9 1A |

| 6 1A |

| 8 1A |

| 6 1A |

| 6 1A |

| 6 1A |

| 8 1A |

| 9 1A |

| 11 1A |

| 1 2A |

| 9 1A |

| 11 1A |

| 8 2A |

| 3 2A |

| 2 1A |

| 1 1A |

| 8 A |

| 2 A |

| 16 |

| 11 A |

| 5 1A |

| 14 1A |

| Hoofdklasse (profniveau) | Eerste divisie | Eerste klasse (profniveau) | Tweede divisie | Topklasse | Hoofdklasse | Eerste klasse | Tweede klasse | Derde klasse | Noodcompetitie |

2012: de beslissingswedstrijd op 17 mei om het klassekampioenschap in 1A werd bij ADO '20 met 1-0 gewonnen van RKVV DEM.
In elke staaf van de grafiek staat van boven naar beneden vermeld: 
- Eindnotering

Dit is de positie die de club heeft bereikt in de competitie, zonder eventuele beslissings-, play-off- of nacompetitiewedstrijden die nodig zijn geweest om bijvoorbeeld de kampioen van de competitie te bepalen.
Indien een * achter het getal staat is de notering een tussenstand en kan het zijn dat de notering niet overeenkomt met de uiteindelijke eindstand van de competitie.
Staat er een - dan is het seizoen nog bezig en is er geen definitieve uitslag bekend.
Staat er xx op de positie van de notering, dan heeft de club vroegtijdig de competitie verlaten. Dit kan onder andere komen door terugtrekking van het team, faillissement van de club of door een uitgedeelde straf van de KNVB. In veel gevallen staat elders in het artikel de reden vermeld.
Staat er een ? dan is het resultaat uit het verleden onbekend, en is alleen de competitie of het niveau bekend van dat seizoen.
In de seizoenen 2019/20 en 2020/21 werd wegens de coronacrisis het amateurvoetbal afgebroken. Daardoor kennen deze staven geen eindklassering (middels -- weergegeven).
- Competitieniveau en afdelingsletter of Officiële eindstand Eredivisie
  - Competitieniveau en afdelingsletter

Hierbij geeft het getal het niveau weer, dat ook terug te vinden is in de legenda. De letter is de afdelingsaanduiding en wordt gebruikt wanneer er meer afdelingen zijn op hetzelfde niveau. De afdelingsletter is altijd een hoofdletter en wordt meestal zonder nummer gebruikt.
Voorbeeld: 2F is niveau 2e klasse competitie F.
Het competitieniveau en nummer wordt niet vermeld wanneer er slechts één competitie van dit niveau was.
  - Officiële eindstand Eredivisie (getal staat tussen haakjes vermeld)

Sinds de introductie van play-offwedstrijden voor Europees voetbal na afloop van de reguliere competitie in 2005/06, is de KNVB verplicht een eindstand van de Eredivisie door te geven aan de UEFA aan de hand van deze play-offwedstrijden.
Bij deze eindstand staan clubs die zich hebben gekwalificeerd voor Europees voetbal hoger dan clubs die zich niet wisten te kwalificeren. Indien er geen verschil was tussen de eindnotering en de officiële eindstand, staat dit getal niet vermeld.

- Onderafdeling

Hier staat afgekort de naam van de onderafdeling indien de club in dat jaar in een onderafdeling uitkwam. Tevens staat deze afkorting in de legenda en wordt gelinkt naar het artikel over deze onderafdeling. Deze afkorting wordt alleen vermeld wanneer de club in het verleden in verschillende onderafdelingen heeft gespeeld. Deze vermelding is in de staaf altijd in kleine letters. Deze onderafdelingen zijn na het seizoen 1995/96 afgeschaft. Heeft de club in slechts één onderafdeling gespeeld, dan is dit alleen terug te vinden in de legenda.
Onder de staaf staat het jaartal vermeld waarin het seizoen is afgesloten. 15 verwijst naar het seizoen 2014/15 of eventueel het seizoen 1914/15.
Wanneer een staaf leeg is, zijn deze gegevens niet bekend. Het kan ook zijn dat de club dat seizoen niet heeft meegespeeld op het hogere amateurniveau, vroegtijdig de competitie heeft verlaten of uit de competitie is gezet.

In het seizoen 1944/45 was er wegens de Tweede Wereldoorlog geen regulier competitievoetbal.

## Betaald voetbal

### Seizoensoverzichten
| Resultaten van EDO sinds de toetreding in het betaald voetbal in 1954 | Resultaten van EDO sinds de toetreding in het betaald voetbal in 1954 | Resultaten van EDO sinds de toetreding in het betaald voetbal in 1954 | Resultaten van EDO sinds de toetreding in het betaald voetbal in 1954 | Resultaten van EDO sinds de toetreding in het betaald voetbal in 1954 | Resultaten van EDO sinds de toetreding in het betaald voetbal in 1954 | Resultaten van EDO sinds de toetreding in het betaald voetbal in 1954 | Resultaten van EDO sinds de toetreding in het betaald voetbal in 1954 | Resultaten van EDO sinds de toetreding in het betaald voetbal in 1954 | Resultaten van EDO sinds de toetreding in het betaald voetbal in 1954 | Resultaten van EDO sinds de toetreding in het betaald voetbal in 1954 | Resultaten van EDO sinds de toetreding in het betaald voetbal in 1954 | Resultaten van EDO sinds de toetreding in het betaald voetbal in 1954                                                                             |
| Seizoen                                                               | Competitie                                                            | Competitie                                                            | Competitie                                                            | Competitie                                                            | Competitie                                                            | Competitie                                                            | Competitie                                                            | Competitie                                                            | Competitie                                                            | Kwalificatie                                                          | KNVB beker                                                            | Bijzonderheid |
| Seizoen                                                               | Divisie                                                               | GW                                                                    | W                                                                     | G                                                                     | V                                                                     | PNT                                                                   | DV                                                                    | DT                                                                    | POS                                                                   | Kwalificatie                                                          | KNVB beker                                                            | Bijzonderheid |
| --------------------------------------------------------------------- | --------------------------------------------------------------------- | --------------------------------------------------------------------- | --------------------------------------------------------------------- | --------------------------------------------------------------------- | --------------------------------------------------------------------- | --------------------------------------------------------------------- | --------------------------------------------------------------------- | --------------------------------------------------------------------- | --------------------------------------------------------------------- | --------------------------------------------------------------------- | --------------------------------------------------------------------- | --- |
| 1954/55                                                               | Eerste klasse B                                                       | 8                                                                     | 2                                                                     | 3                                                                     | 3                                                                     | 7                                                                     | 12                                                                    | 20                                                                    | 10e                                                                   | –                                                                     | Geen bekertoernooi                                                    | EDO treedt toe tot het betaald voetbal De competitie werd na de fusie van de KNVB en de NBVB niet afgemaakt. Alle teams werden opnieuw ingedeeld. |
| 1954/55                                                               | Eerste klasse B                                                       | 26                                                                    | 11                                                                    | 4                                                                     | 11                                                                    | 26                                                                    | 42                                                                    | 45                                                                    | 8e                                                                    | Hoofdklasse                                                           | Geen bekertoernooi                                                    | EDO treedt toe tot het betaald voetbal De competitie werd na de fusie van de KNVB en de NBVB niet afgemaakt. Alle teams werden opnieuw ingedeeld. |
| 1955/56                                                               | Hoofdklasse B                                                         | 34                                                                    | 9                                                                     | 4                                                                     | 21                                                                    | 22                                                                    | 37                                                                    | 66                                                                    | 16e                                                                   | Eerste divisie                                                        | Geen bekertoernooi                                                    | |
| 1956/57                                                               | Eerste divisie B                                                      | 30                                                                    | 8                                                                     | 6                                                                     | 16                                                                    | 22                                                                    | 47                                                                    | 71                                                                    | 13e                                                                   | –                                                                     | 1e ronde                                                              | – |
| 1957/58                                                               | Eerste divisie A                                                      | 30                                                                    | 5                                                                     | 6                                                                     | 19                                                                    | 16                                                                    | 24                                                                    | 57                                                                    | 16e                                                                   | Rechtstreekse degradatie                                              | 2e ronde                                                              | – |
| 1958/59                                                               | Tweede divisie A                                                      | 28                                                                    | 10                                                                    | 5                                                                     | 13                                                                    | 25                                                                    | 38                                                                    | 50                                                                    | 10e                                                                   | –                                                                     | 3e ronde                                                              | – |
| 1959/60                                                               | Tweede divisie A                                                      | 22                                                                    | 14                                                                    | 3                                                                     | 5                                                                     | 31                                                                    | 38                                                                    | 38                                                                    | 1e                                                                    | Rechtstreekse promotie                                                | Geen bekertoernooi                                                    | – |
| 1960/61                                                               | Eerste divisie A                                                      | 34                                                                    | 8                                                                     | 5                                                                     | 21                                                                    | 21                                                                    | 47                                                                    | 88                                                                    | 17e                                                                   | Nacompetitie                                                          | Groepsfase                                                            | Beslissingswedstrijd tegen Helmond (2–6) Degradatiewedstrijden tegen Wilhelmina (2–3, 3–1 en 2–3)                                                 |
| 1961/62                                                               | Tweede divisie                                                        | 28                                                                    | 11                                                                    | 9                                                                     | 8                                                                     | 31                                                                    | 44                                                                    | 44                                                                    | 5e                                                                    | –                                                                     | 1e ronde                                                              | – |
| 1962/63                                                               | Tweede divisie B                                                      | 32                                                                    | 7                                                                     | 9                                                                     | 16                                                                    | 23                                                                    | 39                                                                    | 73                                                                    | 15e                                                                   | –                                                                     | 1e ronde                                                              | – |
| 1963/64                                                               | Tweede divisie A                                                      | 30                                                                    | 6                                                                     | 6                                                                     | 18                                                                    | 18                                                                    | 33                                                                    | 64                                                                    | 16e                                                                   | Nacompetitie                                                          | 2e ronde                                                              | Degradatiewedstrijd tegen LONGA (3–2) |
| 1964/65                                                               | Tweede divisie A                                                      | 30                                                                    | 8                                                                     | 9                                                                     | 13                                                                    | 25                                                                    | 39                                                                    | 52                                                                    | 13e                                                                   | –                                                                     | 2e ronde                                                              | – |
| 1965/66                                                               | Tweede divisie B                                                      | 28                                                                    | 6                                                                     | 7                                                                     | 15                                                                    | 19                                                                    | 41                                                                    | 85                                                                    | 15e                                                                   | –                                                                     | Groepsfase                                                            | – |
| 1966/67                                                               | Tweede divisie                                                        | 44                                                                    | 11                                                                    | 8                                                                     | 25                                                                    | 30                                                                    | 56                                                                    | 75                                                                    | 20e                                                                   | –                                                                     | Geen deelname                                                         | – |
| 1967/68                                                               | Tweede divisie                                                        | 38                                                                    | 12                                                                    | 16                                                                    | 10                                                                    | 40                                                                    | 46                                                                    | 43                                                                    | 8e                                                                    | –                                                                     | Groepsfase                                                            | – |
| 1968/69                                                               | Tweede divisie                                                        | 34                                                                    | 11                                                                    | 8                                                                     | 15                                                                    | 30                                                                    | 43                                                                    | 51                                                                    | 13e                                                                   | –                                                                     | 1e ronde                                                              | – |
| 1969/70                                                               | Tweede divisie                                                        | 32                                                                    | 3                                                                     | 8                                                                     | 21                                                                    | 14                                                                    | 24                                                                    | 62                                                                    | 17e                                                                   | –                                                                     | 1e ronde                                                              | – |
| 1970/71                                                               | Tweede divisie                                                        | 32                                                                    | 6                                                                     | 7                                                                     | 19                                                                    | 19                                                                    | 28                                                                    | 59                                                                    | 16e                                                                   | –                                                                     | 1e ronde                                                              | EDO keert noodgedwongen terug naar de amateurs |

### Topscorers
- 1954/55:  Henk van Roodselaar (4)
- 0000000  Henk van Roodselaar (14)
- 1955/56:  Henk van Roodselaar (9)
- 1956/57:  Jaap Duivenvoorden (21)
- 1957/58:  Henk Belfroid (5)
0000000  Hans Spiers (5)
- 1958/59:  Henk Belfroid (10)
0000000  Jaap Duivenvoorden (10)
- 1959/60:  Jaap Duivenvoorden (17)
- 1960/61:  Doby Peters (14)
- 1961/62:  Doby Peters (15)
- 1962/63:  Doby Peters (13)
- 1963/64:  Doby Peters (12)
- 1964/65:  Doby Peters (10)
- 1965/66:  Ferry Kock (10)
0000000  Bert Slisser (10)
- 1966/67:  Ferry Kock (13)
- 1967/68:  Rob Bosdijk (11)
- 1968/69:  Rob Bosdijk (25)
- 1969/70:  Rob Bosdijk (8)
- 1970/71:  Wim van Polanen (10)

### Trainers
- 1952–1954:  Arij Smit
- 1954–1958:  Piet Kluit
- 1958–1962:  Piet van Houwelingen
- 1962–1963:  Piet Kluit

- 1963–1964:  Jan van de Gevel
- 1964–1965:  Wim Blokland
- 1965–1966:  János Kovács
- 1966–1969:  Robert Klijn

- 1969–1970:  Simon Kistemaker
- 1970–1971:  Henk Snoeks

## Bekende (oud-)spelers
Internationals
Twee spelers van HFC EDO haalden het Nederlands elftal. Doelverdediger Joop Wille kwam tot één interland. Op 21 april 1940 speelde hij mee tegen België. Verdediger Henk Schijvenaar debuteerde eveneens in deze wedstrijd en kwam tot 1951 tot achttien interlands. Een gebroken been dat hij opliep in zijn laatste wedstrijd voor Nederland maakte een eind aan zijn interlandcarrière.
- Jeffrey van den Berg
- Ferry Pettersson
- Marino Promes
- Rini van Roon
- Henk Schijvenaar
- Bas Timmerman
- Joop Wille

Alliance '22 · DIO · DSK · DSS · EDO · Geel Wit '20 · Haarlem-Kennemerland · HYS · Koninklijke HFC · Olympia Haarlem · Onze Gezellen · Schoten · United/Davo

Opgeheven: DCO · De Brug · HC & FC Excelsior · HFC Haarlem · Kennemerland · TYBB · VV Young Boys ·  VV THB 